# Жданов, Алексей Степанович
Алексе́й Степа́нович Жда́нов (1902—1973) — советский офицер-подводник, участник Великой Отечественной войны, командир подводной лодки «Л-5». С 3 ноября 1951 года — контр-адмирал. С апреля 1962 года находился в запасе.

## Биография
Родился 13 марта 1902 года в деревне Микшина Гора, в Яренском уезде Вологодской губернии (в настоящее время — Ленский район Архангельской области).

### Образование
Окончил школу подводного плавания (1926), параллельные курсы при Военно-морском училище им. Фрунзе (1933), минный класс Специальных курсов командного состава (1935), курсы командного состава Учебного отряда подводного плавания (1938), Академические курсы офицерского состава при ВМА им. Ворошилова (1950).

### Карьера
С 1925 года — краснофлотец Балтийского флотского экипажа, ученик торпедиста, краснофлотец-торпедист, старшина, главный старшина (1930), командир БЧ-2-3 «Политработник» (1933—1934), флагманский минёр 2-го дивизиона 4-й бригады подводных лодок ЧФ (1935—1937), помощник командира подводной лодки «А-5» (1938).

### В ходе Великой Отечественной войны
Командир подводной лодки «Л-5» (капитан-лейтенант, с марта 1938 по 10 октября 1942 года; совершил 17 боевых походов). Командир подводной лодки «Л-6» (капитан 3-го ранга, 23 октября 1942 — 16 апреля 1943). Командир 3-го дивизиона подводных лодок Черноморского флота ВМФ СССР (1943—1945).
Участник девяти минных постановок у берегов и баз противника, на которых, предположительно, погибли две десантные баржи и германский катер-тральщик «Дельфин-2»/«D-2» (13 сентября 1941 года в трёх милях восточнее Варны). Подводная лодка под командованием Жданова в сложных боевых условиях совершила 22 похода в Севастополь в период обороны города, доставляя защитникам города продовольствие, боеприпасы, а на обратном пути забирала раненых бойцов, женщин и детей.
В 1944 году, будучи командиром дивизиона 1-й бригады подводных лодок, участвовал в освобождении Севастополя.

### После окончания войны
Занимал должности командира Отдельного учебного дивизиона подводных лодок (1945—1946), командира 1-го дивизиона подводных лодок Черноморского флота (1946—1949), командира дивизиона строящихся и ремонтирующихся подводных лодок (1950—1951), командира 151-й бригады подводных лодок (1951—1953), старшего уполномоченного Постоянной комиссии государственной приёмки кораблей от промышленности (1953—1962).
После выхода в отставку

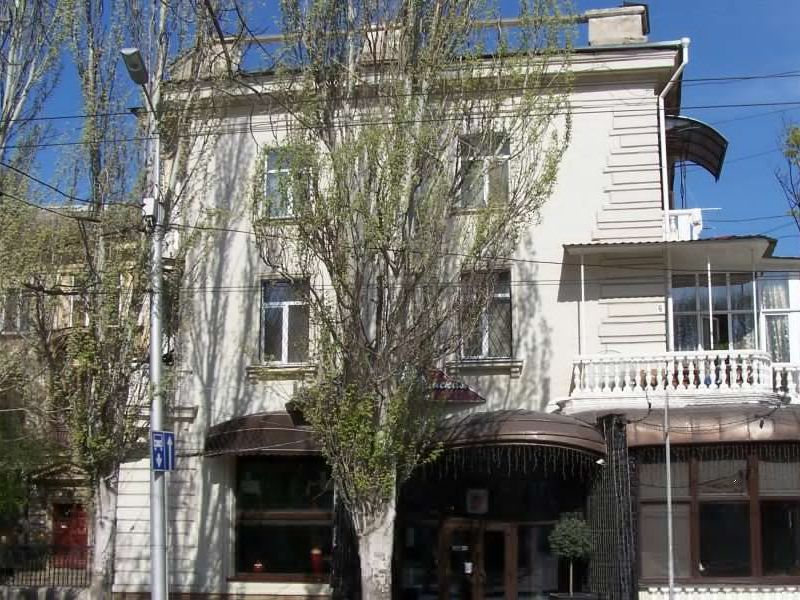
Севастополь, ул. Гоголя 6

С 1952 по 1973 год жил в Севастополе (ул. Гоголя, д. 6). Возглавлял секцию ветеранов-подводников при Совете ветеранов Черноморского флота. В 1965 являлся членом Советского комитета ветеранов Великой Отечественной войны, вёл активную работу по военно-патриотическому воспитанию молодёжи города и флота.

Могила Жданова на кладбище Коммунаров в Севастополе.

Похоронен на кладбище Коммунаров в Севастополе.

## Награды
Награждён орденом Ленина, четырьмя орденами Красного Знамени, орденом Ушакова 2-й степени, орден Отечественной войны 1-й степени, медалями.

### Память
В 1977 году, к 75-летию со дня рождения Алексея Степановича, улицу Рязановскую на его малой родине в Яренске переименовали в улицу контр-адмирала Жданова.